# Tambusamy Krishnan
Tambusamy Krishnan (Penang, Ocupación japonesa de Malasia; 8 de julio de 1944-Penang, Malasia; 20 de diciembre de 2023) fue un atleta de Malasia especialista en la carrera de velocidad.

## Carrera

### Juegos Olímpicos
Su primera aparición en los Juegos Olímpicos fue en México 1968 en la prueba de relevo 4 x 100 metros donde avanzó hasta las semifinales, en donde terminó en último lugar en el segundo hit haciendo equipo junto a Mani Jegathesan, Rajalingam Gunaratnam y Ooi Hock Lim.
Participó en la prueba de 400 metros en los Juegos Olímpicos de Múnich 1972 donde fue eliminado en el hit 9 de la clasificación al finalizar en quinto lugar entre siete corredores. También participó en la prueba de relevo 4 x 100 metros donde quedó eliminado tras terminar en sexto lugar en el hit 3 junto a Sinnayah Sabapathy, Mohamed Hassan bin Osman y Baba Singhe Peyadesa.

### Juegos Asiáticos
Participó en los Juegos Asiáticos de 1966 donde ganó la medalla de bronce en la prueba de 200 metros, la medalla de oro en el relevo 4 x 100 metros junto a Mohd Ariffin Ahmad, Rajalingam Gunaratnam y Mani Jegathesan, y la medalla de plata en el relevo 4 x 400 metros junto a Victor Asirvatham, Rengan Pakkri y Nathan Andyappan.
También participó en los Juegos Asiáticos de 1970 donde ganó la medalla de bronce en el relevo 4 x 400 metros junto a Victor Asirvatham, Hassan Osman y Jayabalan Karuppiah.